# Постпроцессуальная археология
Постпроцессуальная археология (англ. Post-processual archaeology) — течение в теоретической археологии, основанное английским археологом Иэном Ходдером и его учениками в восьмидесятые годы XX века.

## История возникновения течения
В шестидесятые годы XX века в США и Великобритании в результате резкой критики культурно-исторического подхода к археологии возникло новое направление, которое изначально называлось «новая археология», а впоследствии получило название «процессуальная археология». Основными идеологами процессуальной археологии были Льюис Бинфорд в США, а также Колин Ренфрю и Дэвид Кларк в Великобритании. Они критиковали культурно-историческую археологию за ненаучный подход, часто ошибочные интуитивные заключения, а также за то, что культурно-историческая археология, как правило, документировала наблюдаемые в прошлом явления и изменения, не пытаясь ответить на вопрос почему они происходят. В отличие от Льиса Бинфорда, который руководствовался исключительно философией позитивизма и видел в археологии естественную науку — подразделение антропологии, Дэвид Кларк, также осознавая проблему культурно-исторической археологии, указывал на необходимость частичного сохранения методологии изучения культур, наработанного в рамках культурно-исторического подхода.
Давид Кларк трагически погиб в 1976 году, а один из его учеников, Иэн Ходдер, через короткое время отмежевался от процессуальной археологии, указывая, что этот подход недостаточно уделяет внимание культуре и символизму изучаемого древнего народа, а также, что сам подход основан на устаревшей позитивистской философии. Одним из ключевых положений пост-процессуальной археологии стало утверждение о том, что любой археолог, анализирующий полученные данные, имеет тенденцию интерпретировать их, исходя из своего жизненного опыта и своей философии, а не из ещё неизвестной философии и опыта древнего народа, что закономерно порождает перекосы в интерпретации археологической информации.
Словами Иэна Ходдера, в восьмидесятые годы пост-процессуальная археология представляла собой лишь столб в чистом поле, вокруг которого должны были собраться представители археологической науки, недовольные процессуальной археологией.

## Развитие постпроцессуального подхода
Иэн Ходдер и его сторонники впоследствии опубликовали ряд работ, в которых постарались наполнить свой подход теоретическим содержанием. Философия постпроцессуальной археологии базировалась в основном на работах французских философов Пьера Бурдьё и Мишеля Фуко, а также американского антрополога Маршалла Салинса. Применяя их соображения к археологии, сторонники постпроцессуального подхода высказали тезис о том, что ни один отдельно взятый учёный не может составить истинное впечатление о прошлом, ибо будет смотреть на него через призму собственного жизненного опыта и неявных часто неосознаваемых предпосылок. Этот тезис нашёл также положительный отклик в среде сторонников феминистской археологии, которые в свою очередь ещё ранее утверждали, что превалирование среди археологов прошлых лет мужчин-христиан заставляет остальной мир смотреть на древние культуры по крайней мере частично через их специфическое мировоззрение.
Иэн Ходдер также счёл, что лучшей проверкой для постпроцессуальной археологии будет практическое применение её методологии при раскопках археологического памятника с богатым символизмом. В 1993 году Иэн Ходдер возглавил 25-летний проект раскопок в Чатал-Хююке, неолитическом поселении в Турции, знаменитом своими росписями и скульптурой. Через некоторое время Ходдер опубликовал подробное описание методологии раскопок, которая с одной стороны заключалась в широком использовании достижений естественных наук для сбора информации, инициированном ещё сторонниками процессуальной археологии, а с другой стороны в привлечении большого числа специалистов из разных областей к интерпретации данных.
Постпроцессуальный подход постепенно получил широкую известность; главы, описывающие идеи Ходдера, были включены почти в каждый учебник по археологии, однако дискуссии о ценности этого подхода продолжаются.

## Критика
Ряд специалистов критикуют пост-процессуальную археологию за недостаточность теоретической базы. В частности указывается, что сторонники данного подхода так и не довели пост-процессуальную археологию до уровня научной теории, в том смысле, что она не порождает гипотез, которые впоследствии можно проверить на истинность или ложность. Основоположник процессуальной археологии, Льюис Бинфорд критикует опубликованные Иэном Ходдером издания за противоречия и ненаучность. Кроме этого постпроцессуальная археология критикуется в целом вместе с философией постмодернизма, с которой она ассоциируется, за утверждения, сводящиеся к тезису о том, что ничего до конца узнать нельзя.